# Ratpenat nasofoliat nan
El ratpenat nasofoliat nan (Hipposideros beatus) és una espècie de ratpenat de la família dels hiposidèrids. Viu al Camerun, el República del Congo, República Democràtica del Congo, Costa d'Ivori, Guinea Equatorial, el Gabon, Ghana, Guinea, Libèria, Nigèria, Sierra Leone, el Sudan i Togo. El seu hàbitat natural són les selves de terres baixes. No hi ha cap amenaça significativa per a la supervivència d'aquesta espècie, tot i que està afectada per la pèrdua d'hàbitat.